# Steve Asmussen
Steven Mark Asmussen, född 18 november 1965 i Gettysburg i South Dakota i USA, är en amerikansk professionell galopptränare. Han har tagit mer än 8 000 segrar under sin karriär. Han har tränat hästar som Curlin, Rachel Alexandra, Littleprincessemma, Gun Runner, Untapable, Tapizar, Creator och Midnight Bisou.

## Biografi
Asmussen föddes i Gettysburg i South Dakota, men familjen flyttade till Laredo i Texas då han var två år gammal. Hans far Keith har varit verksam som jockey och hans mor Marilyn har varit galopptränare. De driver nu El Primero Training Center och Asmussen Horse Center, för avel och försäljning, båda i Laredo. Även hans äldre bror Cash Asmussen är galopptränare och pensionerad jockey.
Asmussen började sin karriär som jockey vid sexton års ålder, och tävlade i två år på tävlingsbanor i New Mexico, Kalifornien och New York. Asmussen tog examen från United High School i Laredo 1985. Han och hans fru Julie Marie Asmussen har tre söner.
Asmussen vann sitt första lopp som tränare 1986 på Ruidoso Downs. 1987 vann han sitt första insatslopp med Scout Command i Bessemer Stakes på Birmingham Race Course. Han vann sitt första grupplöp 1996, då han vann Derby Trial på Churchill Downs med Dreams Gallore.
Tre Asmussentränade hästar har vunnit Triple Crown-lopp. Den första var Curlin, ägd av Stonestreet Stables, som slutade trea i Kentucky Derby 2007, men besegrade sedan segraren Street Sense i Preakness Stakes samma år. Curlin kom sedan tvåa i Belmont Stakes och segrade i Breeders' Cup Classic samma år. Curlin segrade även i 2008 års upplaga av Dubai World Cup, och utsågs till American Horse of the Year både 2007 och 2008.
Rachel Alexandra segrade i Kentucky Oaks 2009, då tränad av Hal Wiggins. Hon köptes sedan av Stonestreet Stables efter segern och flyttades till Asmussens träning. Hos Asmussen kom hon att ridas av jockeyn Calvin Borel, och blev det första stoet på 85 år som segrade i Preakness Stakes. Hon utsågs till American Horse of the Year 2009.
Asmussen tränade även också Creator, som segrade i Belmont Stakes 2016.
2002 blev Asmussen tränarchampion i USA med 407 segrar, en titel som han sedan dess har upprepat ett flertal gånger. 2004 satte han ett rekord i antalet segrar av en tränare under en säsong med 555 stycken, han slog då det tidigare rekordet på 496 segrar som hölls av Jack Van Berg sedan 1977. Han tangerade rekordet 2008 med 622 segrar, och igen 2009 med 650 segrar.